# 畔柳昭雄
畔柳 昭雄（くろやなぎ あきお、1952年-　）は、三重県四日市生まれ。専門分野は建築計画･設計、海洋建築、親水工学。工学博士、一級建築士。日本大学理工学部名誉教授、香川大学創造工学部客員教授。神奈川県港湾審議会（2006年～10年委員、11年～2016年会長）、千葉県魅力ある建設事業推進協議会会長（2015年～）。「人と水との係わり」をテーマに、その媒体としての建築や空間のあり方を追求している。海洋建築分野について、全国につくられてきた海洋建築物を体系的に整理し、厳島神社や近代の海洋建築物に見る海と建築の関係を解明している。フィールドワークでは、日本各地の水網集落、漁村・沿海集落に見る民家や暮らしに関する調査活動や、全国の洪水常襲地帯に見る人々の暮らしや習慣、言伝え及びそこでの生活を支える水屋・水塚など「水防の知恵」に係る設えに関する調査研究を行っている。また、全国の海岸に夏季に開設される海水浴場やそこに建てられる海の家を悉皆調査すると共に日本の海水浴史をまとめている。アジアの水辺空間に見る生活様式と居住形態について、香港やベトナムの水上生活者（漂海民）及びカンボジア･トンレサップ湖、ミヤンマーインレー湖の水上集落で調査活動し、中国の世界遺産としての水網集落を2004年から調査展開している。親水公園や水辺における人間の意識･行動について「都市生態学」的視点から行動科学の方法論を用い調査研究している。研究成果は論文や著書、出版物で報告している。
各学会における搭載論文報告件数は、日本建築学会計画系論文集：41編、日本建築学会技術報告集：5編、環境情報科学ｾﾝﾀｰ学術論文集：23編、日本沿岸域学会学会誌：17編、日本造園学会ランドスケープ研究：12編、都市計画学会都市計画論文集：2編、国際シンポジュウム：34編などがある。

## 所属学会
- 日本沿岸域学会
- 日本都市計画学会
- 日本建築学会

## 経歴
- 1951年　三重県　生まれ
- 1976年　日本大学理工学部建築学科　卒業
- 1978年　日本大学大学院理工学研究科博士課程前期建築学専攻程　修了
- 1981年　日本大学大学院理工学研究科博士課程後期建築学専攻　修了　　工学博士
- 1981年　日本大学理工学部海洋建築工学科　助手
- 1996年　川村女子短期大学　生活学科　非常勤講師
- 2001年　日本大学理工学部海洋建築工学科　教授
- 2019年　日本大学理工学部海洋建築工学科　特任教授
- 2019年　中国青島理工大学　客員教授
- 2020年　近畿大学工学部・大学院システム工学専攻　非常勤講師
- 2022年　日本大学　名誉教授
- 2022年　香川大学創造工学部　客員教授
- 2023年　長崎大学工学部　非常勤講師

## 著書

### 共著
- 海洋建築計画指針（（社）日本建築学会、1988年）
- ウォーターフロント地域の住宅・都市整備手法（（財）日本住宅総合センター、1991年）
- 海洋建築と環境（（社）日本建築学会、1991年）
- 海洋建築の構図（プロセスアーキテクチュア社、1991年）
- 地域活性化資源活用ハンドブック（農村生活総合研究センター、1991年）
- 建築大辞典（技報堂出版、1994年）
- ウォーターフロントの計画ノート（共立出版、1994年）
- プレジャーハーバーの街づくり（プロセスアーキテクチュア社、1994年）
- 建築用語辞典（技報堂、1995年）
- ミチゲーションと第3の国土空間づくり（共立出版株式会社、1997年）
- 海洋性レクリエーション施設（技報堂出版、1997年）
- アジアの水辺空間-くらし・集落・住居・文化-（鹿島出版会、1999年）
- 海洋性レクリエーション施設（図書出版科学技術(韓国語版)、1999年）
- 都市の水辺と人間行動-都市生態学的視点による親水行動論-（共立出版、1999年）
- ウォーターフロントの計画ノート（図書出版李集(韓国語版)、2001年)
- 親水工学試論 日本建築学会編（信山サイテック、2002年）
- 東京ベイサイドアーキテクチュアガイドブック（共立出版、2002年）
- 海の百科事典（丸善、2003年）
- 海の家スタディーズ（鹿島出版会、2005年）
- 水環境ハンドブック　日本水環境学会編（朝倉書店、2006年）
- アルミニウムの空間（新建築社、2006年）
- 舟小屋-風土とかたち-（INAX出版、2007年）
- 水辺のまちづくり　住民参加の親水デザイン　日本建築学会編（技報堂出版、2008年）
- 建築設計演習　展開編：空間とかたちを操る（鹿島出版会、2008年）
- 水環境設備ハンドブック（オーム社、2011年）
- 都市の水辺と人間行動-都市生態学的視点による親水行動論-（ソンイ出版（韓国語版)、2011年）
- 親水空間論　時代と場所から考える水辺のあり方　日本建築学会編（技報堂出版、2014年）
- 海洋建築の計画・設計指針（日本建築学会、2015年）
- みず・ひと・まち－親水まちづくり－（技報堂出版、2016年）
- 水屋・水塚　水防の知恵と住まい（LIXIL出版、2016年）
- 第2版 海洋性レクリエーション施設 計画とデザイン･クルーズ観光からダイビングスポットまで(技報堂出版 2017年）
- 海洋空間を拓く　メガフロートから海上都市まで（成山堂書店、2017年）
- 消えゆくアジアの水上居住文化（鹿島出版会、2018年）
- 海洋建築序説　海洋建築研究会編（成山堂書店、2022年）
- 水辺の公私計画論　日本建築学会編（技報堂出版、2023年）

=== 単著 ===　
- 海水浴と日本人（中公新社、2010年）
- 海の建築（水曜社、2021年）

## 受賞
- 1979年　東京建築士会第14回設計競技「地域資料館」銀賞
- 1993年 日本トイレ協会グッドトイレ10デザイン特別賞
- 1998年 千葉日報主催懸賞論文 優秀賞「千葉県新時代への創造」
- 2001年（社）環境情報科学センター学術論文賞「人間と水辺や自然環境とのかかわりに関する調査研究」
- 2002年 日本沿岸域学会出版文化賞「アジアの水辺空間（鹿島出版会）」
- 2004年 日本沿岸域学会論文賞「コモンズを基軸とした人と自然とのかかわりに関する研究」
- 2006年 イタリア・アルミ構造物国際賞（アルプロゲット賞）
- 2006年 グッドデザイン賞　建築・環境デザイン部門/建築デザイン
- 2007年 日本建築学会賞（論文）｢人間と水環境系との相互の関係性に関する一連の研究」
- 2008年 日本建築学会　建築作品作品選奨、2008
- 2010年 日本海洋工学会JAMSTEC中西賞 ｢海洋建築物の建設経緯と海との関係性に関する調査研究｣
- 2012年 日本建築学会教育賞 ｢フィｰルドワーク･デザインビルドと各種コラボレｰションを取り入れた教育活動の実践｣
- 2015年 Barrierless City Award&Competition2015 -旅行者にやさしいデザイン―　実作部門　優秀賞、2015 Asia 　　Award　企業賞、
- 2016年 ジャパン・レジリエンス・アワード（強靱化大賞）　最優秀レジリエンス賞（交通・物流）
- 2016年 ジャパン・レジリエンス・アワード（強靱化大賞）　優良賞東日本大震災に学ぶ津波に強いまちづくりの提案
- 2019年　文部科学大臣表彰　科学技術賞「持続可能社会の地域の知恵に学ぶ水環境と減災の理解増進」

## 建築作品
- 「マダガスカル民主・アンダシベ村ペリネ特別保護区ビジターセンター」(JAPAN LANDSCAPE NO.35 1995）
- 「海の家Ⅰ」（新建築　2004.9）
- 「海の家Ⅱラプラージュ」（新建築　2005.11，GA　2005）
- 「海の家ⅢKura」（日経アーキテクチュアNEXT-A、2006.8）
- 「Tsubomi」（アルミニウムの空間、新建築社，2006）
- 「静岡M邸」（新建築 住宅特集2008）
- 「バンブーマーケット」（日経アーキテクチュア、2011.1）
- 「BANBOO MARKET」（新建築、2012）
- 「組木茶室　一瞬亭」（アメリカNY国際現代家具博覧会出典出品、2015）

など。